# Nitro Snowboards
Nitro Snowboards è un produttore di snowboard fondato il 6 gennaio 1989 a Seattle. Tutte le tavole sono realizzate a Seattle e prodotte in Austria. Oltre alle tavole, il marchio produce anche attacchi (marchio Raiden), scarponi e abbigliamento.
Il marchio Nitro fa parte del gruppo industriale italiano Tecnica.

## Team Nitro
- Andreas Wiig
- Marc Frank Montoya
- Eero Ettala
- Lukas Huffman
- Andrew Crawford